# 珀西·塞克斯
珀西·塞克斯（英語：Percy Sykes，1867年—1945年），英国军官与历史学家。曾于英国桑赫斯特皇家军事学院学习。19世纪后期受到英国当局派遣至中东地区活动，曾多次凭借外交官与军官的身份与当地人发生冲突，1924年后退役，著有多部反映中东地区历史及地理的相关作品，具有重要的学术参考价值。

## 扩展阅读
- Who’s Who
- Meyer, Karl E. and Shareen Blair Brysac, Kingmakers: the Invention of the Modern Middle East, W.W. Norton, 2008.
- Wynn Anthony, Persia in the Great Game – Sir Percy Sykes: Explorer, Consul, Soldier John Murray 2003